# 江苏省江浦高级中学
江苏省江浦高级中学是南京市的一所中学。

## 学校历史
- 1939年建校，前身江浦县中学
- 1988年学校的高中与初中分设
- 1990年成为独立高中
- 1993年被评为江苏省重点中学
- 2000年更名为江苏省江浦高级中学
- 2005年1月被评为江苏省四星级高中